# Topoľníky
Topoľníky és un poble i municipi d'Eslovàquia que es troba a la regió de Trnava, a l'oest del país.

## Història
La primera menció escrita de la vila es remunta al 1421.

## Demografia
| Godina             | 1994 | 2004   | 2014   | 2024   |
| ------------------ | ---- | ------ | ------ | ------ |
| Nombre de persones | 2991 | 3001   | 3018   | 3122   |
| Diferència         |      | +0,33% | +0,56% | +3,44% |

| Godina             | 2023 | 2024   |
| ------------------ | ---- | ------ |
| Nombre de persones | 3132 | 3122   |
| Diferència         |      | −0,31% |